# Oltre il Portale Oscuro
Oltre il Portale Oscuro (Beyond the Dark Portal) è un romanzo fantasy di Christie Golden e Aaron Rosenberg edito nel giugno 2008, trasposizione letteraria del videogioco Warcraft II: Beyond the Dark Portal ambientato nell'universo di Warcraft creato da Blizzard Entertainment. È preceduto, dal punto di vista cronologico della storia, dal romanzo La discesa delle tenebre ed è seguito da Day of the Dragon.

## Trama
Narra della spedizione delle forze dell'Alleanza a Draenor dopo la Seconda Guerra; lo sciamano orco Ner'zhul, ritornato alla guida dell'Orda, recupera una serie di artefatti con lo scopo di aprire dei portali su altri mondi e conquistarli. Allertata dal furto, l'Alleanza invia a Draenor una spedizione, capeggiata da Turalyon, Khadgar, Alleria Windrunner, Danath Trollbane e Kurdran Wildhammer, per prevenire una seconda invasione del mondo di Azeroth.

## Personaggi

### Protagonisti
- Alleria Windrunner
- Danath Trollbane
- Dentarg
- Grom Hellscream
- Kargath Bladefist
- Khadgar
- Kurdran Wildhammer
- Ner'zhul
- Teron Gorefiend
- Turalyon

### Personaggi secondari
- Aiden Perenolde
- Antonidas
- Arthas Menethil
- Daelin Proudmoore
- Deathwing/Daval Prestor
- Edwin VanCleef
- Garrosh Hellscream
- Gaz Soulripper
- Gelbin Mekkatorque
- Genn Greymane
- Grande Madre Geyah
- Hurkan Skullsplinter
- Kael'thas Sunstrider
- Kil'jaeden
- Kilrogg Deadeye
- Korialstrasz/Krasus
- Maim Blackhand
- Muradin Bronzebeard
- Nefarian
- Obris
- Onyxia
- Rend Blackhand
- Rexxar
- Sabellian
- Sathera
- Tagar Spinebreaker
- Terenas Menethil II
- Thoras Trollbane
- Uther il Portatore di Luce
- Varian Wrynn